# Max Wirth
Max Wirth (Zurique, 9 de setembro de 1930) é um ex-ciclista suíço. Wirth competiu nos Jogos Olímpicos de Verão de 1952 em Helsinque, onde foi membro da equipe suíça de ciclismo que terminou em quinto lugar na perseguição por equipes de 4 km pista.